# Hassan Uraibi
Hassan Uraibi (né en 1933 et mort le 18 avril 2009), aussi orthographié Araibi, Araiby ou Oraibi, est un chanteur-compositeur et chercheur en musicologie libyen de musique andalouse libyenne, le malouf libyen.
Hassan Uraibi créé le premier ensemble de malouf en 1964. Uraibi est particulièrement connu pour avoir ravivé le malouf en Libye. Il est le premier à introduire la musique traditionnelle andalouse libyenne à la radio.
Il fut notamment vice-président de l'Académie arabe de musique,.